# مینسک ۳۰۱۲
سیارک ۳۰۱۲ (به انگلیسی: 3012 Minsk، نامگذاری:1979QU9) سه هزار و دوازدهمین سیارک کشف شده‌است که در ۲۷ اوت ۱۹۷۹ کشف شد.
قدر مطلق سیارک برابر ۱۱٫۱۰ است.